# Salima Mukansanga
Salima Mukansanga (Ruanda, 1988) es una árbitra de fútbol ruandesa internacional desde 2012. En 2022, hizo historia al participar en la Copa Mundial de Fútbol de 2022.

## Biografía
Salima Mukansanga, nacida en 1988, comenzó su carrera de arbitraje internacional en 2012.

## Participaciones
Ha participado en los siguientes torneos:
- Copa Mundial Femenina de Fútbol Sub-17 de 2018
- Copa Mundial Femenina de Fútbol de 2019
- Juegos Olímpicos 2020
- Copa Africana de Naciones 2021
- Copa Africana de Naciones Femenina 2022
- Copa Mundial de Fútbol de 2022
- Copa Mundial Femenina de Fútbol de 2023